# Alfred Nzo
Alfred Nzo (officieel Alfred Nzo District Municipality) is een district in Zuid-Afrika.
Alfred Nzo ligt in de provincie Oost-Kaap en telt 801.344 inwoners. Het district is vernoemd naar een oud ANC-leider en minister van Buitenlandse zaken, Alfred Nzo.

## Gemeenten in het district[4]
- Matatiele
- Winnie Madikizela-Mandela
- Ntabankulu (sedert mei 2011)
- Umzimvubu